# Dendrobium papillilabium
Dendrobium papillilabium är en orkidéart som beskrevs av Johannes Jacobus Smith. Dendrobium papillilabium ingår i släktet Dendrobium, och familjen orkidéer. Inga underarter finns listade i Catalogue of Life.